# Нагороди Башкортостану
Державні нагороди Республіки Башкортостан — нагороди суб'єкта Російської Федерації засновані Державними Зборами (Курултай) Республіки Башкортостан, згідно із Законом Республіки Башкортостан від 30 грудня 2005 року № 271-з «Про державні нагороди та почесні звання республіки Башкортостан».
Нагороди призначені для заохочення працівників установ, організацій та підприємств Республіки Башкортостан, військовослужбовців, співробітників силових відомств, а також інших громадян Російської Федерації і громадян іноземних держав, за заслуги перед Республікою Башкортостан.

## Перелік нагород

### Ордена
| Зображення нагороди | Найменування нагороди                             | Дата заснування    | Правила нагородження | Джерело |
|                     | Орден «За заслуги перед Республікою Башкортостан» | 1 червня1998 року  | Орден «За заслуги перед Республікою Башкортостан» — найвища державна нагорода Республіки Башкортостан. Нею нагороджуються: - за особливі видатні заслуги перед Республікою Башкортостан; - за особливі видатні заслуги у праці; - за особливі заслуги в державній і громадській діяльності; - за особливі заслуги в зміцненні миру, дружби та співпраці між народами; - за великий внесок у справу охорони правопорядку і безпеки. До нагородження орденом «За заслуги перед Республікою Башкортостан» представляються особи, які раніше удостоєні інших державних нагород Республіки Башкортостан, почесних звань Республіки Башкортостан. | Постанова державних Зборів РБ від 1 червня 1998 року № ГС-399 "Про затвердження статуту ордена «За заслуги перед Республікою Башкортостан» |
|                     | Орден Дружби народів                              | 1 червня 1998 року | Орденом Дружби народів нагороджуються: - за великий внесок у зміцнення дружби та співробітництва між народами; - за високі досягнення в розвитку економіки Республіки Башкортостан; - за заслуги у державному будівництві Республіки Башкортостан; - за плідну діяльність у розвитку науки. | Постанова державних Зборів РБ від 1 червня 1998 року № ГС-401 «Про затвердження статуту ордена Дружби народів»                             |
|                     | Орден Салавата Юлаєва                             | 1 червня 1998 року | Орденом Салавата Юлаєва нагороджуються: - за високі виробничі досягнення; - за заслуги у сфері наукової та науково — дослідницької діяльності; - за високі творчі досягнення в галузі культури, мистецтва, літератури; - за успіхи в навчанні та вихованні підростаючого покоління, активну участь в патріотичному вихованні молоді, підготовці висококваліфікованих кадрів; - за плідну державну та громадську діяльність; - за порятунок життя людей, послуги по охороні громадського порядку, за особливі видатні заслуги перед Республікою Башкортостан.                                                                                | Постанова державних Зборів РБ від 1 червня 1998 року № ГС-400 «Про затвердження статуту ордена Салавата Юлаєва»                            |

### Медалі
| Зображення нагороди | Найменування нагороди                                     | Дата заснування     | Правила нагородження | Джерело |
|                     | Медаль «Материнська слава»                                | 5 березня 1998 року | Медаллю «Материнська слава» нагороджуються матері, які народили і виховали п'ять і більше дітей. Нагородження проводиться при досягненні останньою дитиною віку одного року. При нагородженні медаллю враховуються також діти: - усиновлені матір'ю в установленому законом порядку; - загиблі та зниклі безвісти при захисті Вітчизни або при виконанні інших обов'язків військової служби, або при виконанні обов'язку громадянина щодо врятування людського життя, з охорони законності та правопорядку, а також які померли внаслідок поранення, контузії, каліцтва або захворювання, отриманих при зазначених обставинах, або внаслідок трудового каліцтва чи професійного захворювання. | Постанова державних Зборів РБ від 5 березня 1998 року № ГС-384 "Про затвердження положення "Про медаль «Материнська слава»                               |
|                     | Відзнака «За самовіддану працю в Республіці Башкортостан» | 5 березня 1998 року | Відзнакою «За самовіддану працю в Республіці Башкортостан» нагороджуються: - за високі трудові досягнення та інші заслуги перед державою та суспільством; - за самовіддану творчу працю, підвищення продуктивності праці та поліпшення якості роботи; - за ефективне використання нової техніки та освоєння прогресивної технології, цінні винаходи та раціоналізаторські пропозиції; - за успішну роботу в області науки, культури, літератури, мистецтва, освіти, виховання підростаючого покоління, охорони здоров'я, торгівлі, громадського харчування, житлово — комунального господарства, побутового обслуговування населення, в інших сферах трудової діяльності; - за внесок у будівництво, реконструкцію найважливіших об'єктів народного господарства; - за досягнення в галузі фізичної культури та спорту. | Постанова державних Зборів РБ від 5 березня 1998 року № ГС-385 "Про затвердження положення Про відзнаку «За самовіддану працю в Республіці Башкортостан» |

### Інші нагороди
| Зображення нагороди | Найменування нагороди                          | Дата заснування        | Правила нагородження | Джерело |
|                     | Почесні звання Республіки Башкортостан         | 30 грудня 2005 року    | Почесні звання присвоюються Президентом Республіки Башкортостан: поетам, письменникам, артистам, художникам, вчителям, лікарям, діячам мистецтва, науки, архітекторам, працівникам культури, юристам, економістам, працівникам друку та масової інформації, винахідникам, раціоналізаторам, машинобудівникам, металургам, шахтарям, енергетикам, хімікам, нафтовикам, працівникам текстильної та легкої промисловості, лісової промисловості, транспорту, харчової промисловості, сільського господарства, соціального захисту, фізичної культури, сфери обслуговування, торгівлі, екологам, лісівникам, зв'язківцям, будівельникам, геологам, що зробили значний внесок у сфері своєї повсякденної діяльності. Звання «Народний» присвоюється не раніше ніж через п'ять років після присвоєння почесного звання «Заслужений». Ті, хто отримав почесне звання — тому вручається відповідний нагрудний знак та посвідчення. | Закон Республіки Башкортостан від 30 грудня 2005 року № 271-з «Про державні нагороди та почесні звання республіки Башкортостан» |
|                     | Лист-подяка Президента Республіки Башкортостан | 22 листопада 2001 року | Подячний лист Президента Республіки Башкортостан є формою заохочення за багаторічну плідну роботу в органах державної влади, органах місцевого самоврядування Республіки Башкортостан, високі досягнення в економіці, господарської діяльності, науці, культурі, мистецтві, освіті, охороні здоров'я та інші заслуги перед республікою. Подячний лист оформляється Указом Президента Республіки Башкортостан. Подячними листами заохочуються: - громадяни Республіки Башкортостан, Російської Федерації, іноземні громадяни, особи без громадянства — за особистий внесок у розвиток економіки, науки, освіти, культури, мистецтва, охорони здоров'я та інші заслуги перед республікою; - колективи підприємств, установ, організацій — за високі досягнення у господарській, науковій, соціально — культурній, громадській та благодійній діяльності, спрямованої на покращення життя громадян республіки.                | Указ Президента РБ від 22 листопада 2001 року № УП-592 «Про лист-подяку Президента Республіки Башкортостан»                     |

### Відомчі нагороди
| Зображення нагороди | Найменування нагороди                                               | Дата заснування     | Правила нагородження | Джерело |
|                     | Нагрудний знак «Відмінник охорони здоров'я Республіки Башкортостан» | 22 червня 1999 року | Нагрудний знак «Відмінник охорони здоров'я Республіки Башкортостан» є відомчою нагородою Міністерства охорони здоров'я Республіки Башкортостан. Нагрудним знаком нагороджуються працівники охорони здоров'я Республіки Башкортостан, які мають стаж бездоганної роботи в галузі охорони здоров'я не менше 10 років, за великий особистий внесок та високий професіоналізм. Нагородженим нагрудним знаком, виплачується одноразова грошова винагорода. | Наказ Міністерства охорони здоров'я Республіки Башкортостан від 22 червня 1999 року № 374-Д «Про нагрудний знак „Відмінник охорони здоров'я Республіки Башкортостан“ Міністерства охорони здоров'я Республіки Башкортостан» [Архівовано 28 травня 2019 у Wayback Machine.] |
|                     | Нагрудний знак «За відзнаку в боротьбі зі злочинністю»              | 2003 рік            | Нагрудний знак «За відзнаку в боротьбі зі злочинністю» є відомчою нагородою Міністерства внутрішніх справ по Республіці Башкортостан. Нагрудним знаком нагороджуються працівники та ветерани підрозділів по боротьбі з організованою злочинністю Міністерства внутрішніх справ по Республіці Башкортостан за досягнуті успіхи в оперативно-службовій діяльності. Нагрудним знаком також можуть бути нагороджені громадяни Російської Федерації та іноземні громадяни за надання значної допомоги підрозділам Міністерства внутрішніх справ по Республіці Башкортостан, які борються з організованою злочинністю, в здійсненні покладених на них завдань. | Про нагрудний знак «За відзнаку в боротьбі зі злочинністю» на сайті Міністерства внутрішніх справ по Республіці Башкортостан [Архівовано 26 квітня 2019 у Wayback Machine.]                                                                                                |

## Нагороди міста Уфи
| Зображення нагороди | Найменування нагороди                                                                      | Дата заснування     | Правила нагородження | Джерело |
|                     | Звання «Почесний громадянин міста Уфи»---(Знак на стрічці «Почесний громадянин міста Уфи») | 25 лютого 1994 року | Звання «Почесний громадянин міста Уфи» присвоюється за особливі заслуги в області розвитку міста, науки, культури, народної освіти, охорони здоров'я, соціального захисту населення, сфери послуг, в інших сферах трудової діяльності та високу професійну майстерність, активну участь у громадському житті міста, які користуються загальною повагою жителів міста, що прославили місто Уфу. Звання присвоюється рішенням представницького органу державної влади міста за поданням мера міста Уфи. Громадянам, яким присвоєно звання, в урочистій обстановці вручається диплом, знак на стрічці та посвідчення. Громадяни, яким присвоєно звання, мають право безкоштовного проїзду на міському транспорті (крім таксі), позачергово придбавати квитки для проїзду на залізничному, річковому, автомобільному та повітряному транспорті в касах міста Уфи, для відвідування міських видовищних установ і спортивних споруд. Портрети осіб, удостоєних вищевказаного звання, поміщаються в картинну галерею почесних громадян, розташовану у фоє мерії. | Рішення Уфимської міської Ради Республіки Башкортостан від 25 лютого 1994 року № Б/Н «Про затвердження положення про звання „Почесний громадянин міста Уфи“» [Архівовано 2 січня 2018 у Wayback Machine.] |
|                     | Нагрудний знак «За заслуги перед містом Уфою»                                              | 21 лютого2006 року  | Нагрудний знак «За заслуги перед містом Уфою» є формою заохочення Ради міського округу міста Уфа Республіки Башкортостан. Він вручається разом з Почесною грамотою міського округу міста Уфа, громадянам та колективам за заслуги в соціальному, економічному, культурному розвитку міста, досягнення високих виробничих показників у праці, плідну громадсько-політичну діяльність, успіхи в галузі будівництва, навчанні, науці, духовного життя. Працівники підприємств, організацій, установ іншої форми власності, представлені до нагородження, заохочуються грошовою премією за рахунок коштів підприємства, яка вручається одночасно з Почесною грамотою та нагрудним знаком. | Рішення (Положення) про форми заохочень Ради міського округу міста Уфа Республіки Башкортостан від 21 лютого 2006 року № 8/4]                                                                             |